# 果胶

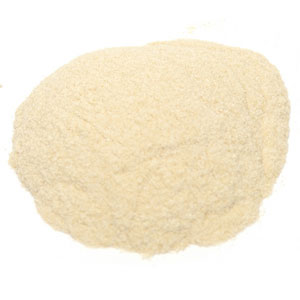
Pectin, a bio polymer of (among other constituents) D-galacturonic acid, shown here in a powder form.

果胶（英語：pectin），是一类天然高分子化合物，它主要存在于所有的高等植物中，是植物细胞间质的重要成分。果胶沉积于初生细胞壁和细胞间层，在初生壁中与不同含量的纤维素、半纤维素、木质素的微纤丝以及某些伸展蛋白（extensin）相互交联，使各种细胞组织结构坚硬，表现出固有的形态，为内部细胞的支撑物质。它于1825年被亨利·布拉科诺第一次分离和描述。
日常生活中，果膠通常從柑橘的果皮萃取，通常呈黃色或白色的粉末狀，具有凝膠、增稠及乳化等作用。果胶也是一種天然的食物添加劑，為制造果酱、果冻、酸奶及雪糕等。此外，果膠也可為水果保鮮之用。
在醫學上果膠增加大便的粘度與份量，這樣它被用於便秘和腹瀉的治療。直到2002年伴隨著高嶺石，它是白陶土和果胶制剂（Kaopectate）藥物、治療腹瀉的主要成分之一。它也被用於去除從生物系統中溫和的重金屬。果膠也用在喉片作為鎮痛緩和劑使用。

## 参阅
- 果醬